# Gardejauratjtjärnen (Sorsele socken, Lappland, 729816-157099)
Gardejauratjtjärnen är en sjö i Sorsele kommun i Lappland och ingår i Umeälvens huvudavrinningsområde.